# Discografia lui Esham
Aceasta este discografia lui Esham, un rapper american din Detroit, Michigan. Până acum, acesta a lansat treisprezece albume de studio, șase EP-uri, trei compilații și trei mixtape-uri.

## Albume de studio
| Titlu                         | Detalii | Poziții maxime în clasamente | Poziții maxime în clasamente | Poziții maxime în clasamente | Poziții maxime în clasamente | Poziții maxime în clasamente |
| Titlu                         | Detalii | SUA                          | SUA Heat                     | SUA Indie                    | SUA Rap                      | SUA R&B                      |
| ----------------------------- | --- | ---------------------------- | ---------------------------- | ---------------------------- | ---------------------------- | ---------------------------- |
| Boomin' Words from Hell       | - Data lansării: 1989 - Casă de discuri: Reel Life Productions - Formate: CD, casetă                           | —                            | —                            | —                            | —                            | —                            |
| Judgement Day                 | - Data lansării: 9 aprilie 1992 - Casă de discuri: Reel Life Productions - Formate: CD, casetă                 | —                            | —                            | —                            | —                            | —                            |
| KKKill the Fetus              | - Data lansării: 16 iunie 1993 - Casă de discuri: Reel Life Productions - Formate: CD, casetă                  | —                            | —                            | —                            | —                            | —                            |
| Closed Casket                 | - Data lansării: 22 noiembrie 1994 - Casă de discuri: Reel Life/Warlock Records - Formate: CD, casetă          | —                            | —                            | —                            | —                            | —                            |
| Dead Flowerz                  | - Data lansării: 24 aprilie 1996 - Casă de discuri: Reel Life Productions - Formate: CD, casetă                | —                            | —                            | —                            | —                            | 38                           |
| Bruce Wayne: Gothom City 1987 | - Data lansării: iunie 1997 - Casă de discuri: Reel Life Productions - Formate: CD, casetă                     | —                            | —                            | —                            | —                            | 57                           |
| Mail Dominance                | - Data lansării: 26 februarie 1999 - Casă de discuri: Gothom/Overcore Records - Formate: CD, casetă            | —                            | —                            | —                            | —                            | —                            |
| Tongues                       | - Data lansării: 19 iunie 2001 - Casă de discuri: Gothom/Overcore Records - Formate: CD                        | 195                          | —                            | 7                            | —                            | 46                           |
| Repentance                    | - Data lansării: 28 noiembrie 2003 - Casă de discuri: Psychopathic Records - Formate: CD                       | —                            | 9                            | 10                           | —                            | 71                           |
| A-1 Yola                      | - Data lansării: 19 aprilie 2005 - Casă de discuri: Psychopathic Records - Formate: CD, descărcare digitală    | 176                          | 6                            | 12                           | 23                           | 48                           |
| Sacrificial Lambz             | - Data lansării: 26 august 2008 - Casă de discuri: Reel Life/Gothom Records - Formate: CD, descărcare digitală | —                            | 50                           | —                            | 21                           | 42                           |
| Suspended Animation           | - Data lansării: 3 august 2010 - Casă de discuri: Reel Life Productions - Formate: CD, descărcare digitală     | —                            | —                            | —                            | —                            | —                            |
| DMT Sessions                  | - Data lansării: 21 iunie 2011 - Casă de discuri: Reel Life/Gothom Records - Formate: CD, descărcare digitală  | —                            | —                            | —                            | —                            | —                            |

## Compilații
| An   | EP                                   | Poziții maxime în clasamente | Poziții maxime în clasamente |
| An   | EP                                   | SUA R&B/Hip-Hop              | SUA                          |
| ---- | ------------------------------------ | ---------------------------- | ---------------------------- |
| 1996 | Detroit Dogshit                      |                              |                              |
| 2000 | Bootleg: From the Lost Vault, Vol. 1 |                              |                              |
| 2002 | Acid Rain                            |                              |                              |

## Mixtape-uri
| An   | Mixtape                 | Poziții maxime în clasamente | Poziții maxime în clasamente |
| An   | Mixtape                 | SUA R&B/Hip-Hop              | SUA                          |
| ---- | ----------------------- | ---------------------------- | ---------------------------- |
| 2008 | The Butcher Shop        | 86                           |                              |
| 2009 | Hellaween: Pure Horror  |                              |                              |
| 2011 | Death of an Indie Label |                              |                              |

## Discuri EP
| An   | Titlu                 | Poziții maxime în clasamente | Poziții maxime în clasamente | Poziții maxime în clasamente | Poziții maxime în clasamente |
| An   | Titlu                 | SUA                          | SUA R&B                      | SUA Heat                     | SUA Indie                    |
| ---- | --------------------- | ---------------------------- | ---------------------------- | ---------------------------- | ---------------------------- |
| 1991 | Erotic Poetry         | —                            | —                            | —                            | —                            |
| 1991 | Homey Don't Play      | —                            | —                            | —                            | —                            |
| 1993 | Hellterskkkelter      | —                            | —                            | —                            | —                            |
| 1994 | Maggot Brain Theory   | —                            | —                            | —                            | —                            |
| 2007 | Lamb Chopz            | —                            | —                            | —                            | —                            |
| 2009 | I Ain't Cha Homey     | —                            | —                            | —                            | —                            |
| 2011 | Secret Society Circus | —                            | —                            | —                            | —                            |

## Single-uri
| An   | Titlu                      | Album                     |
| ---- | -------------------------- | ------------------------- |
| 1994 | „Sunshine”                 | KKKill the Fetus          |
| 1994 | „Stop Diggin' On The D-L”  | Closed Casket             |
| 1995 | „The Fear (Morty's Theme)” | The Fear (coloană sonoră) |
| 1995 | „Mental Stress”            | Closed Casket             |
| 1999 | „Twirk Yo Body”            | Mail Dominance            |
| 1999 | „You Better”               | Mail Dominance            |
| 2003 | „Woo Woo Woo”              | Repentance                |
| 2008 | „World Hustle”             | —                         |
| 2010 | „SSMD”                     | Suspended Animation       |
| 2011 | „DMT Sessions”             | DMT Sessions              |

## Colaborări
| An                         | Piesă                                                | Artist                 | Album                                         |
| -------------------------- | ---------------------------------------------------- | ---------------------- | --------------------------------------------- |
| 1992                       | „Taste”                                              | Insane Clown Posse     | Carnival of Carnage                           |
| 1993                       | „Chop! Chop!”                                        | Insane Clown Posse     | Beverly Kills 50187                           |
| 1993                       | „My Man, My Man, My Man (Bubble Gum Gangster Remix)” | Esham                  | Dance on the Wild Side (compilație)           |
| 1994                       | „The Fear (Morty's Theme)”                           | Esham                  | The Fear (coloană sonoră)                     |
| 1995                       | „Losin It”                                           | Project Born           | Born Dead                                     |
| 1995                       | „Bitcheshate”                                        | Mastamind              | Lickkuidrano                                  |
| 1995                       | „Poemz”                                              | Dice                   | Thaneighborhoodshittalka                      |
| 1996                       | „Player Hater”                                       | The Dayton Family      | F.B.I                                         |
| 1996                       | „Live”                                               | Kid Rock               | Early Mornin' Stoned Pimp                     |
| 2000                       | „Traffic”                                            | The Workhorse Movement | Sons of the Pioneers                          |
| 2000                       | „Cunt Killers”                                       | Esham                  | Race Riot (compilație)                        |
| 2000                       | „Aftermath”                                          | Know Good              | Aftermath                                     |
| 2000                       | „Nite N Day”                                         | Mastamind              | Themindzi                                     |
| 2000                       | „Deep or Dolo”                                       | Mastamind              | Themindzi                                     |
| 2000                       | „Questions”                                          | Insane Clown Posse     | Bizzar                                        |
| 2001                       |                                                      |                        |                                               |
| „Still Going Thru a Thang” | Ghetto E                                             | Ghetto Theater         |                                               |
| „Resume Of A Killa”        | Ghetto E                                             | Ghetto Theater         |                                               |
| „Yes Yes Y'all”            | Kool Keith                                           | Spankmaster            |                                               |
| „Dark Vader”               | Kool Keith                                           | Spankmaster            |                                               |
| 2002                       | „Soopa Villains”                                     | Insane Clown Posse     | The Wraith: Shangri-La                        |
| 2003                       | „Conquer”                                            | Esham                  | Psychopathics from Outer Space 2 (compilație) |
| 2003                       | „Oldie But Goodie”                                   | Esham                  | Psychopathics from Outer Space 2 (compilație) |
| 2003                       | „Demon Faces”                                        | Esham                  | Psychopathics from Outer Space 2 (compilație) |
| 2003                       | „24's on a '84”                                      | Esham                  | Psychopathics from Outer Space 2 (compilație) |
| 2003                       | „Wicked Wild”                                        | Esham                  | Psychopathics from Outer Space 2 (compilație) |
| 2003                       | „Bitch Shut Up”                                      | Esham                  | Psychopathics from Outer Space 2 (compilație) |
| 2003                       | „Killin' Spree”                                      | Esham                  | Psychopathics from Outer Space 2 (compilație) |
| 2003                       | „Enjoy Life”                                         | Bedlam                 | Bedlamitez Rize                               |
| 2003                       | „Don't Be”                                           | Lavel                  | Nutty                                         |
| 2003                       | „Sticky Icky Situations”                             | Anybody Killa          | Hatchet Warrior                               |
| 2003                       | „World Is Hell”                                      | Twiztid                | The Green Book                                |
| 2004                       | „Shotgun”/„Climbing”                                 | Blaze Ya Dead Homie    | Colton Grundy: The Undying                    |
| 2004                       | „Outta My Way”                                       | Monoxide               | Chainsmoker LP                                |
| 2005                       | „Deadbeat Moms”                                      | Insane Clown Posse     | The Calm                                      |
| 2005                       | „Bonus Flavor”                                       | Twiztid                | Man's Myth Vol. 1                             |
| 2005                       | „Wicked Rappers Delight”                             | Insane Clown Posse     | Forgotten Freshness Volume 4                  |
| 2005                       | „Thug Pit”                                           | Insane Clown Posse     | Forgotten Freshness Volume 4                  |
| 2006                       | „All Night Everyday”                                 | Kool Keith             | Collabs Tape                                  |
| 2008                       | „2Getha4eva”                                         | Trick Trick            | The Villain                                   |
| 2008                       | „Think Global”                                       | T1                     | Technology                                    |
| 2008                       | „Human Tornado 2008”                                 | Daniel Jordan          | Daniel Jordan's Greatest Anti-Hits            |
| 2008                       | „I Murder”                                           | DJ Clay                | Let 'Em Bleed: The Mixxtape, Vol. 1           |
| 2008                       | „In Love With A Hooker”                              | DJ Clay                | Let 'Em Bleed: The Mixxtape, Vol. 2           |
| 2008                       | „Can't Hold Me Back '08”                             | DJ Clay                | Let 'Em Bleed: The Mixxtape, Vol. 3           |
| 2009                       | „Murder You Remix”                                   | Mike E. Clark          | Psychopathic Murder Mix Volume 1              |
| 2009                       | „The Riddler”                                        | Daniel Jordan          | Daniel Jordan's Essential Rarities Vol. 2     |
| 2009                       | „Van Helsing”                                        | Daniel Jordan          | Daniel Jordan's Essential Rarities Vol. 2     |
| 2009                       | „Fight Club”                                         | Violent J              | The Shining                                   |
| 2009                       | „Candy Land”                                         | Violent J              | The Shining                                   |

## Albume video
| An   | DVD |
| ---- | --- |
| 2005 | A-1 Yola (DVD bonus) - Data lansării: 19 aprilie 2005 - Casa de discuri: Psychopathic - Note: Conține videoclipuri pentru fiecare piesă de pe album |

## Videoclipuri
| An                 | Titlu                                                                 | Regizor    | Album                     |
| ------------------ | --------------------------------------------------------------------- | ---------- | ------------------------- |
| 1993               | „Hellterskkkelter”                                                    | —          | KKKill the Fetus          |
| 1994               | „Mental Stress”                                                       | —          | Closed Casket             |
| 1994               | „The Fear (Morty's Theme)”                                            | —          | The Fear (coloană sonoră) |
| 2003               | „Woo Woo Woo”                                                         | Roy Knyrim | Repentance                |
| 2003               | „In Detroit”                                                          | Esham      | Repentance                |
| 2005               | „Since Day One”                                                       | Esham      | A-1 Yola                  |
| 2005               | „Turbulance”                                                          | Esham      | A-1 Yola                  |
| 2005               | „Bolivia”                                                             | Esham      | A-1 Yola                  |
| 2005               | „Bird After Bird”                                                     | Esham      | A-1 Yola                  |
| 2005               | „Justa Hustla”                                                        | Esham      | A-1 Yola                  |
| 2005               | „Yoca Cola”                                                           | Esham      | A-1 Yola                  |
| 2005               | „Fall Into The Fire”                                                  | Esham      | A-1 Yola                  |
| 2005               | „Wicket”                                                              | Esham      | A-1 Yola                  |
| 2005               | „Help Me”                                                             | Esham      | A-1 Yola                  |
| 2005               | „Servin'”                                                             | Esham      | A-1 Yola                  |
| 2005               | „Bangin' Dope”                                                        | Esham      | A-1 Yola                  |
| 2005               | „One Hundred”                                                         | Esham      | A-1 Yola                  |
| 2005               | „Unhappy”                                                             | Esham      | A-1 Yola                  |
| 2005               | „Smiley Faces”                                                        | Esham      | A-1 Yola                  |
| 2006               | „Detroit Stand Up”                                                    | Esham      | Judgement Day             |
| 2006               | „Fortune Teller”                                                      | Esham      | —                         |
| 2007               | „American Psycho”                                                     | Esham      | Lamb Chopz                |
| 2008               | „World Hustle”                                                        | Esham      | —                         |
| 2008               | „Zeitgest”                                                            | Esham      | Sacrificial Lambz         |
| 2008               | „Livin Legend”                                                        | Esham      | Sacrificial Lambz         |
| 2008               | „Dead Rappers”                                                        | Esham      | Sacrificial Lambz         |
| 2008               | „Fallen Down”                                                         | Esham      | Sacrificial Lambz         |
| 2008               | „Keys to the City”                                                    | Esham      | —                         |
| 2009               | „Zombieland”                                                          | Esham      | Hellaween: Pure Horror    |
| 2009               | „Happy Happy Joy Joy”                                                 | Esham      | I Ain't Cha Homey         |
| 2010               | „Stop Selling Me Drugs”                                               | Esham      | Suspended Animation       |
| 2010               | „Gumball 3000 - Detroit Pony Wars”                                    | Esham      | Suspended Animation       |
| 2011 "„A 6iccness” | Secret Society Circus                                                 | Esham      |                           |
| 2011 "„A 6iccness” | „Comatose”                                                            | Esham      | DMT Sessions              |
| 2011 "„A 6iccness” | „sildenafil citrate, skrewberry kush, codeine phosphate promethazine” | Esham      | DMT Sessions              |
| 2011 "„A 6iccness” | „lysergic acid diethylamide oxycontin clonazepam”                     | Esham      | DMT Sessions              |
| 2011 "„A 6iccness” | „Clonazepam”                                                          | Esham      | DMT Sessions              |
| 2011 "„A 6iccness” | „Pricele$$ Ble$$ing$”                                                 | Esham      | Death of an Indie Label   |